# تراموا فرایبورگ
تراموا فرایبورگ (انگلیسی: Trams in Freiburg im Breisgau) سیستم تراموا در فرایبورگ، آلمان است.
این تراموا که در سال ۱۹۰۱ میلادی تأسیس شده دارای ۵ خط، ۷۳ ایستگاه و ۳۲٫۳ کیلومتر طول است.

## نگارخانه

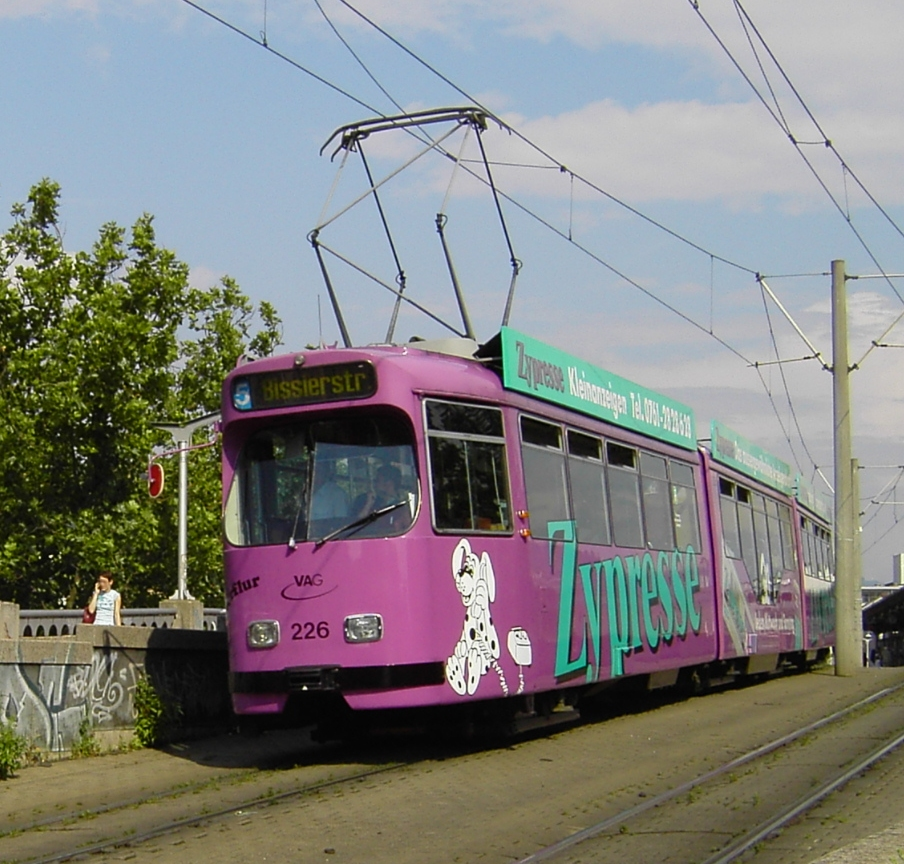
۲۰۰۵
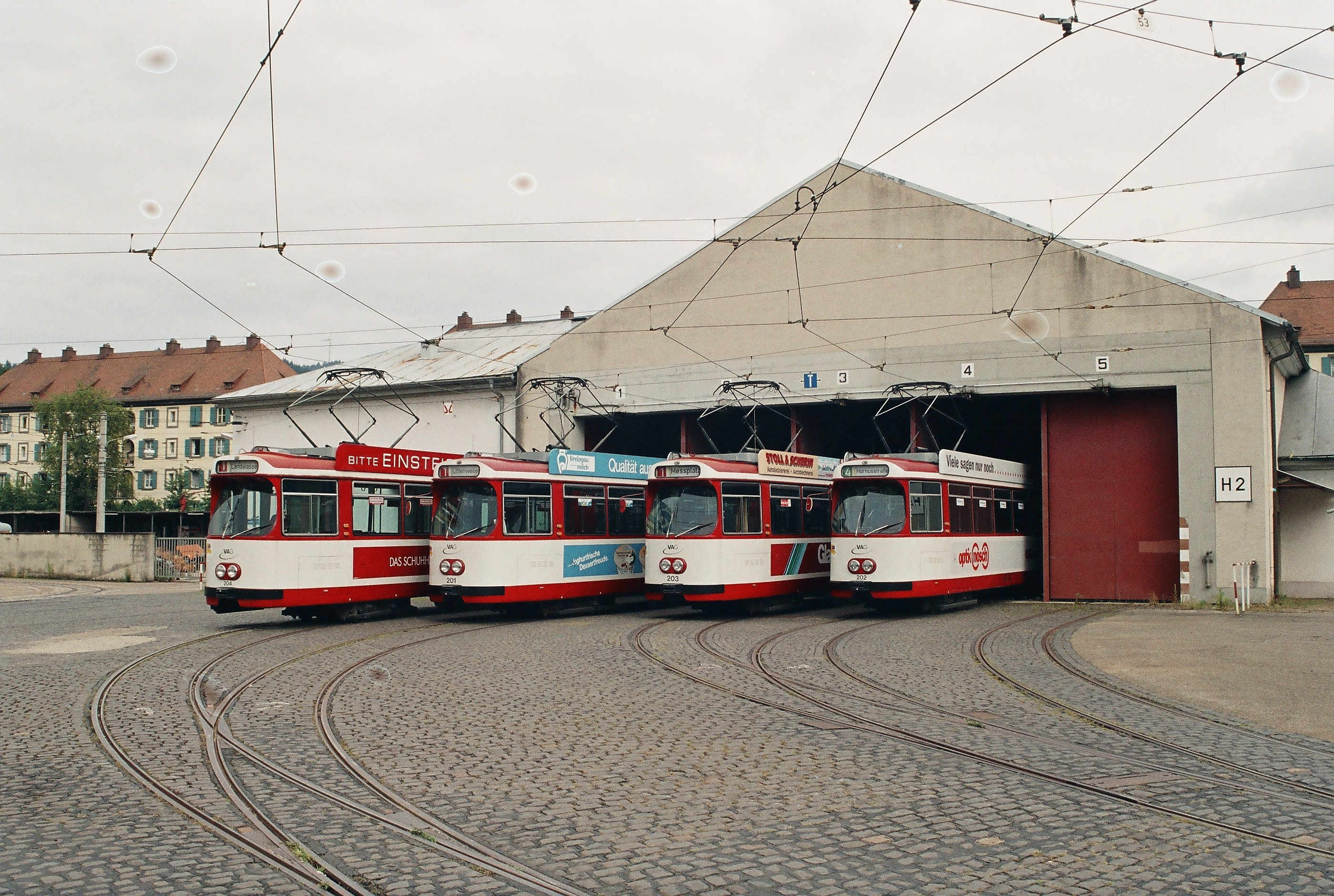
۲۰۰۵
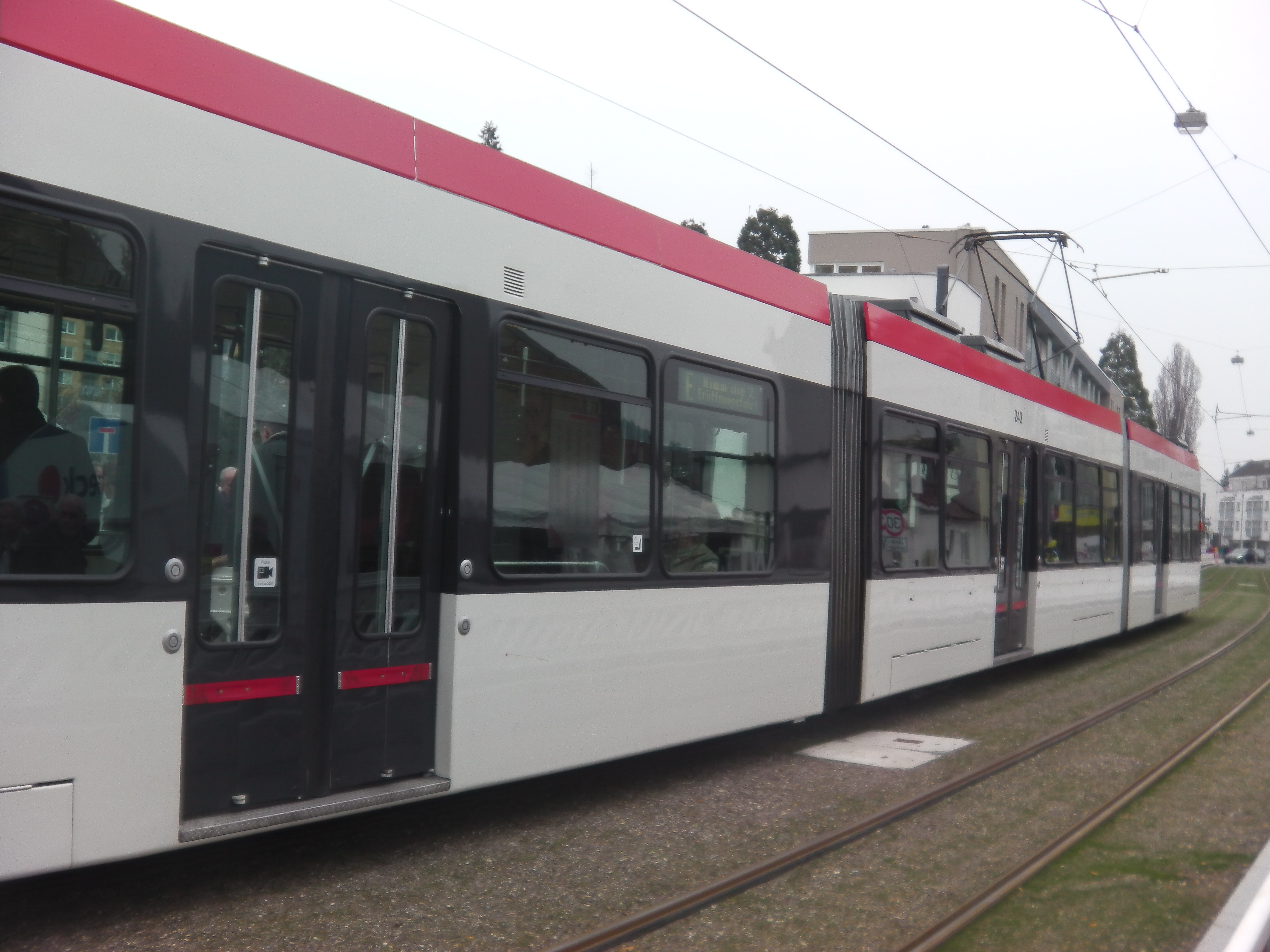
۲۰۱۴
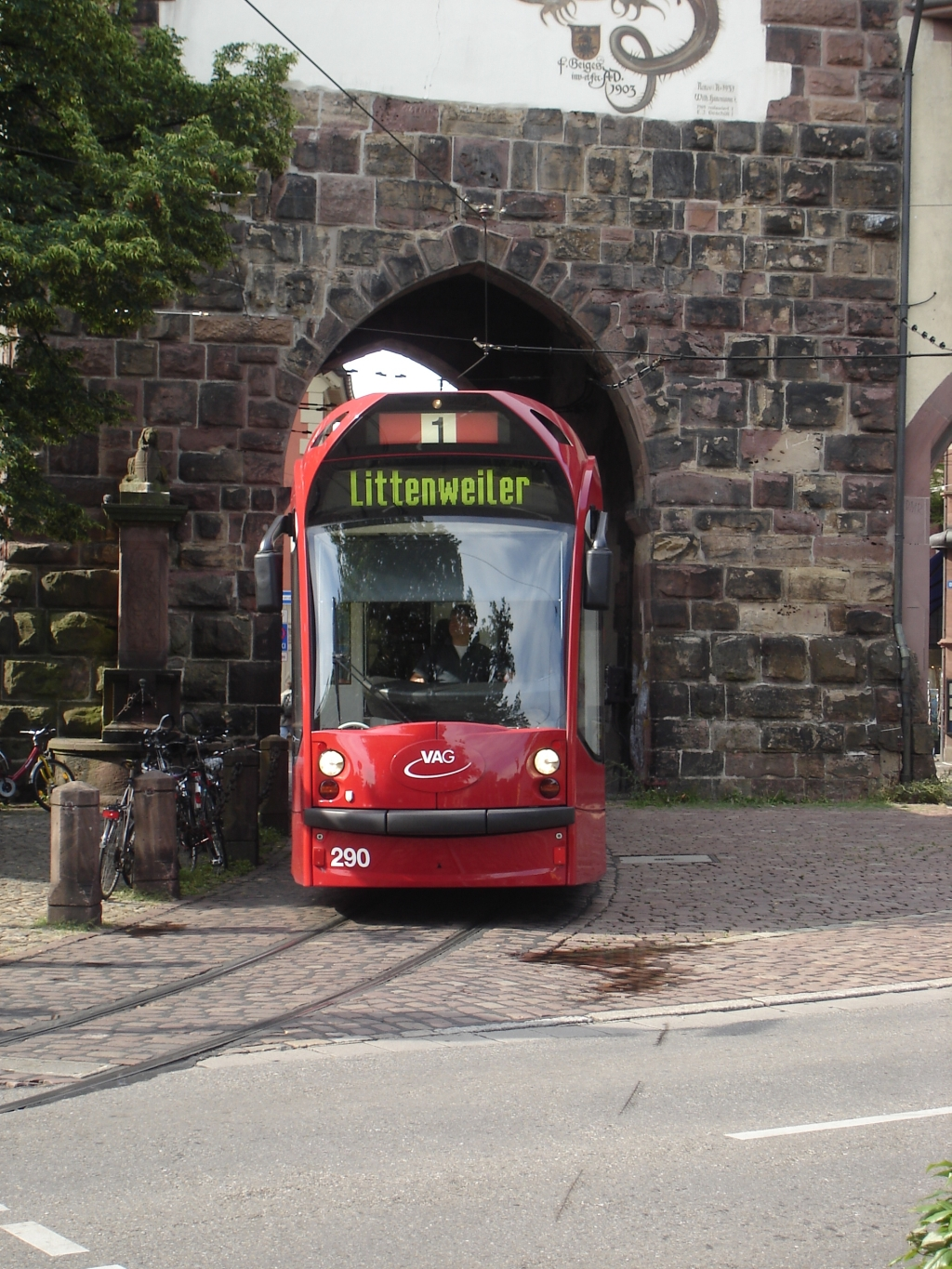
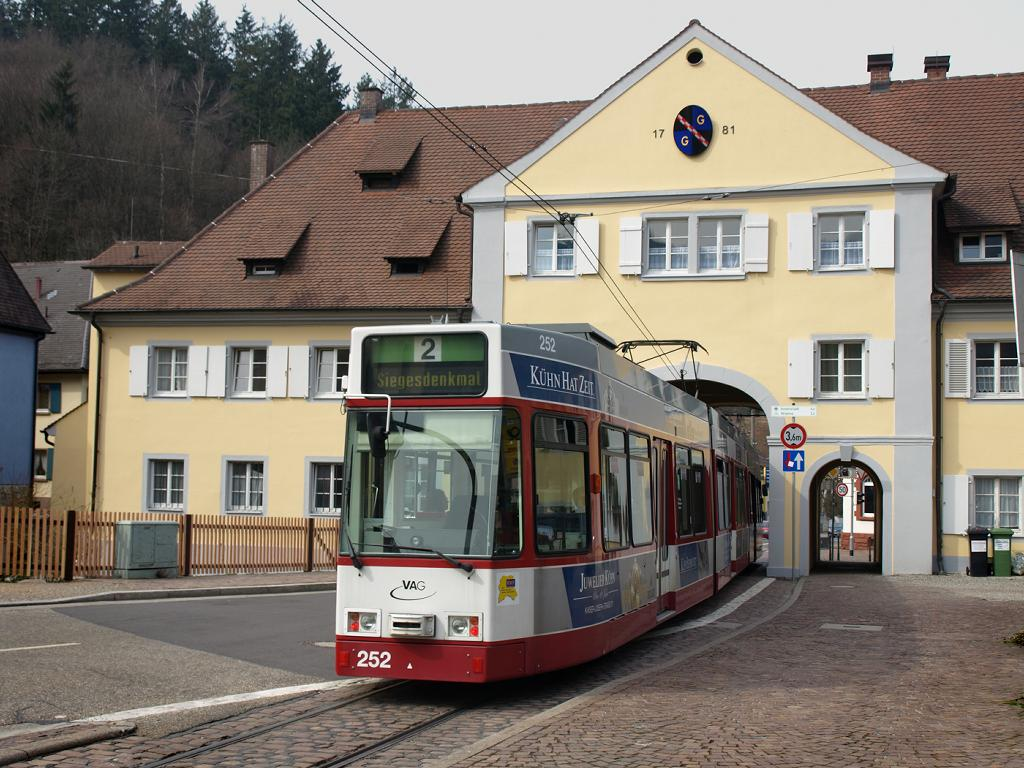